# جوليان كليرك
جوليان كليرك (مواليد 4 أكتوبر 1947) هو مغني وكاتب أغاني فرنسي بدأ مسيرته الفنية عام 1969.

## حياته
ولد كليرك في باريس ، ونشأ وهو يستمع إلى الموسيقى الكلاسيكية في منزل والده بول لوكلير ، بينما عرفته والدته إيفلين ميرلو على موسيقى مطربين مثل جورج براسينس وإديث بياف. بدأ يتعلم البيانو في السادسة ، وبحلول 13 ، بدأ يعزف عن طريق الأذن كل ما سمعه على الراديو.
خلال أيام دراسته الثانوية والجامعية، التقى موريس فاليت وإتيان رودا جيل، وهما من كتاب الأغاني الرئيسيين ، وبدأ في تأليف أغانيه الأولى. غير اسمه إلى جوليان كليرك عند توقيع عقد مع باثي ماركوني ، وأصدر ألبومه الأول في مايو 1968.
فاز الألبوم بجائزة أكاديمي تشارلز كروس للتسجيلات. في عام 1969 ، صعد كليرك على مسرح أولمبيا لأول مرة لافتتاح حفل جيلبرت بيكو. على الرغم من أنه كان في مجال الأعمال التجارية لمدة عام واحد فقط ، إلا أن أدائه حقق نجاحا كبيرا، عاد لاحقا مرارا وتكرارا إلى أولمبيا لسلسلة من الحفلات الموسيقية.
من مايو 1969 إلى فبراير 1970 ، لعب دور البطولة في سلسلة باريس الناجحة للغاية للشعر الموسيقي ، مما زاد من صورته.
في سن ال 24 ، كان كليرك نجما كبيرا وسجل العديد من الأغاني الناجحة ، تم بيع العديد منها في الخارج وترجمتها وتوزيعها بلغات أخرى.
في عام 2003 ، سجل كليرك ألبوما جديدا من "المعايير" الأمريكية الكلاسيكية باللغة الفرنسية. وعلى صعيد آخر، تم تعيين كليرك سفيرا للنوايا الحسنة للمفوضية في حفل أقيم في باريس في نوفمبر 2003 بعد أن عمل لمدة عامين تقريبا مع المفوضية في العديد من المشاريع الخيرية للاجئين. وفي آذار/مارس 2004، قام بأول بعثة ميدانية له للاجتماع باللاجئين والعاملين في مجال المعونة في تشاد. وقد وثق المبعوث الخاص مهمته وبثت على قناة تلفزيونية فرنسية وطنية في نيسان/أبريل 2004.

## وصلات خارجية
- جوليان كليرك على موقع IMDb (الإنجليزية)
- جوليان كليرك على موقع ألو سيني (الفرنسية)
- جوليان كليرك على موقع ميوزك برينز (الإنجليزية)
- جوليان كليرك على موقع قاعدة بيانات الأفلام السويدية (السويدية)
- جوليان كليرك على موقع أول ميوزيك (الإنجليزية)
- جوليان كليرك على موقع ديسكوغز (الإنجليزية)
- جوليان كليرك على موقع قاعدة بيانات الفيلم (الإنجليزية)
- جوليان كليرك على موقع كينوبويسك (الروسية)